# Mitologia mesopotamiană
Mitologia mesopotamiană este un nume comun pentru mitologiile popoarelor sumerian, akkadian și babilonian, care au trăit în antichitate, în zona cuprinsă între fluviile Tigru și Eufrat.

## Divinități

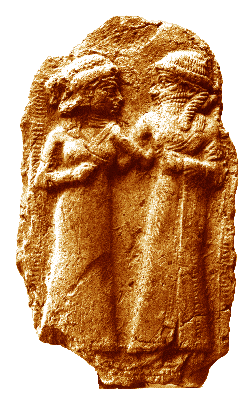
Căsătoria dintre Inanna și Dumuzi

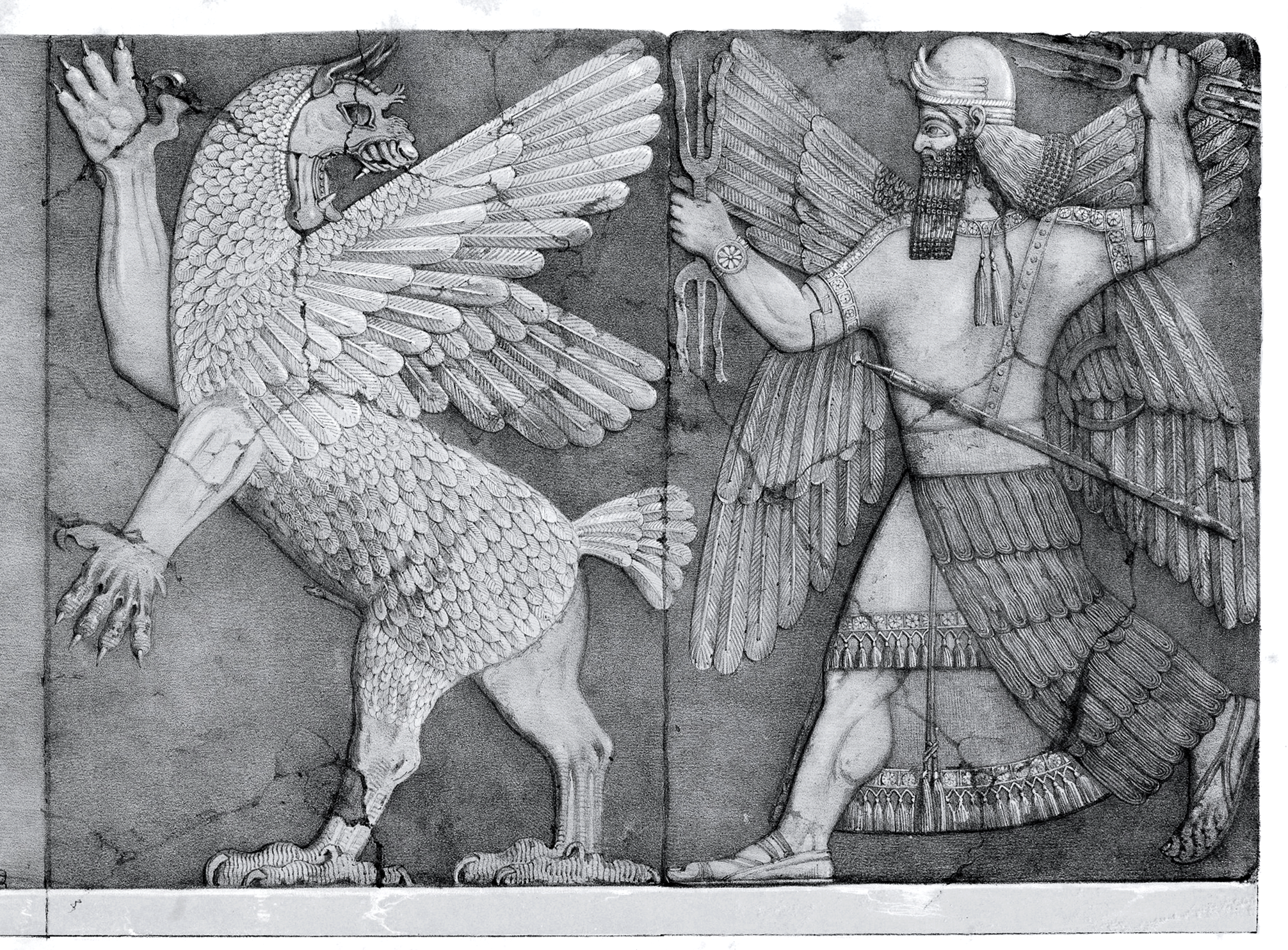
Marduk ucigând-o pe Tiamat

### Divinități majore
- An sau Anu - Zeul sumerian al cerului, alcătuind în mitologia sumeriană, împreună cu soția sa Ki (care era zeița pământului) cuplul cosmic An-Ki (adică Cer-Pământ). El era adorat în Babilon și în Akkad ca tată al zeiței Ishtar;
- Ki - Zeiță sumeriană a pământului, soția zeului An. Ea și soțul ei erau copii zeiței Nammu, care, inițial erau lipiți unul de altul, însă fiul lor Enlil i-a despărțit din îmbrățișarea lor, formând astfel cerul și pământul;
- Enlil - Inițial a fost zeul vântului și al vremii, adorat ulterior în Mesopotamia ca stăpân al zeilor, care avea în posesia sa ,,Tăblițele destinelor", cu care hotăra soarta fiecărei ființe. Soția lui se numea Ninlil;
- Ninlil sau Sud - Soția zeului Enlil. Ea era fiica lui Nunshebargunnu (o zeiță a orzului) sau a lui Nisaba, zeița recoltelor, mai apoi a științelor și a lui Haya, zeul hambarelor, poate și al științelor;
- Inanna sau Iștar - Zeiță venerată în toată Mesopotamia, asociată cu dragostea, frumusețea, războiul, dreptatea și puterea politică;
- Utu sau Shamash - Fratele zeiței Inanna sau Ishtar. Venerat în toată Mesopotamia ca zeu al soarelui, al dreptății, al jurămintelor și al adevărului;
- Aya - Soția zeului Shamash, zeiță a Soarelui, a luminii și a fertilității, menționată foarte des în contractele de vânzare-cumpărare babiloniene și în tratatele de alianță din diversele state ale Mesopotamiei;
- Nanna, Sin sau Suen - Zeul Lunii, în unele variante soțul zeiței Ningal și tatăl lui Utu și a zeiței Inanna;
- Enki sau Ea - Zeul apelor și al înțelepciunii, adorat în toată Mesopotamia ca zeul creator al primilor oameni, organizatorul și binefăcătorul omenirii și protector al tuturor meseriilor;
- Nergal sau Irkalla - Zeul mesopotamian al Infernului, al morților și stăpân al războaielor, al epidemiilor si al calamităților, soțul zeiței Ereshkigal;
- Marduk - Fiul zeului Ea, adorat în Babilon ca stăpân al zeilor și al omenirii, care a creat lumea din cadavrul zeiței Tiamat (care pornise un război împotriva zeilor și voia să îi distrugă). Soția lui se numea Sarpanitum, rar menționată în texte;
- Sarpanitum - Soția zeului Marduk, zeiță a nașterilor, foarte rar citată în texte;
- Assur - Zeul național al asirienilor, considerat zeul suprem al asirienilor, judecător divin și  zeu al războaielor;
- Amurru sau Martu - Zeu național al amoriților, considerat de către aceștia protectorul lor. El era venerat și în Babilon, unde soția lui se numea când Ashratu, când Belet-Tseri;
- Ninurta sau Ningirsu - Venerat inițial în Sumer ca zeu al agriculturii, devine mai apoi, în spațiul asiro-babilonian, zeu al războiului.
- Nabu sau Nebo - Zeu sapiențial din Babilon și Asiria, fiul lui Marduk și a soției sale Sarpanitum; era adorat ca patron al științei și al scribilor. Soția lui se numea Tashmetum, rar menționată în texte;
- Ereshkigal sau Allatum - Zeița mesopotamiană a Infernului, sora lui Ishtar și a lui Shamash și soția lui Nergal;
- Mer, Iturmer sau Wer - Zeu mesopotamian al furtunii, zeu național al orașului Mari;
- Dumuzi sau Tammuz - Zeu păstor al turmelor, protectorul vegetației și iubitul zeiței Ishtar. La babilonieni era considerat paznic al porților cerești, alături de Gizzida￼;
- Ninkarrak, Gula sau Ninisinna - Zeița mesopotamiană a medicinei și a sănătății;
- Adad, Ishkur sau Ramman - Zeu mesopotamian al trăsnetului, al furtunii și al ploii;
- Ninhursag sau Damkina - Zeița pământului și a dragostei, mama zeilor și stăpâna cerului;
- Nammu - Zeiță sumeriană care simbolizează apa primordială, creatoare a omenirii și mama zeilor An și Ki;
- Apsu sau Abzu - Zeu babilonian care simbolizează apele dulci și abisul acvatic, primul soț al zeiței Tiamat;
- Mummu - Zeu babilonian, vizirul și sfetnicul zeului Apsu; amândoi au fost învinși de către zeul Ea, Apsu fiind ucis, iar Mummu a fost încătușat de către zeul învingător, fiindu-i răpite puterile divine;
- Tiamat - Zeiță babiloniană care simbolizează haosul acvatic și apele sărate. Ea a pornit un război împotriva zeilor, deoarece aceștia îi uciseseră soții, Apsu și Kingu, însă a fost ucisă de zeul Marduk, care a creat lumea din cadavrul ei;
- Kingu - Zeu babilonian￼, al doilea soț al zeiței Tiamat, ales ca zeu suprem de către aceasta. În războiul pornit împotriva zeilor, Kingu a fost comandant al monștrilor creați de Tiamat, însă a fost ucis de Marduk;
- Anshar - Zeu primordial babilonian, apărut din genunile vitale ale haosului acvatic primordial, împreună cu Kishar;
- Kishar - Zeu primordial babilonian al focului, divinitate primitivă a lumii subpământene, apărut din germenii vitali ai haosului acvatic primordial, împreună cu Kishar;
- Lahamu - Zeu babilonian, născut din abisul acvatic împreună cu Lahmu, fără vreun alt atribut major în mitologia babiloniană;
- Lahmu - Zeu babilonian, născut din abisul acvatic împreună cu Lahamu, care simbolizează mâlul primordial, rezultat din impactul apei marine (Tiamat) cu apa fluvială (Apsu) și este uneori considerat ca demon în suita zeului Enlil;
- Khumban - Zeul suprem al cerului în Elam, soțul zeiței Kiririsha. El a fost considerat zeul principal elamit și mai mulți regi din Elam purtau numele său;
- Kiririsha - Zeiță din Elam, mamă a zeilor și a omenirii. Ea era soția zeului Khumban și împreună cu acesta și cu zeul Inshushinak forma triada supremă a panteonului elamit;
- Inshushinak - Zeul tutelar al capitalei Elamului, Susa și zeu național al Elamului. El era judecător al morților și zeu al jurămintelor;
- Pinikir - Zeiță-mamă elamită, asemănătoare din multe puncte de vedere cu zeița Kiririsha. Ea era zeița a dragostei, uneori și a războiului, comparabilă cu zeița mesopotamiană Ishtar;
- Aruru - Zeiță akkadiană, creatoare a omenirii și protectoare a olăritului;
- Erra sau Irra - Zeu babilonian al războiului, al haosului și bolilor. Potrivit unui mit, Erra ar fi planificat distrugerea oamenilor, aducând în Babilon ciuma, haosul și distrugerea în absența zeului Marduk. Este identificat uneori cu Nergal, zeul Infernului;
- Zababa - Zeu mesopotamian al războiului, adorat în special în Akkad și în Babilon;
- Mamma, Mama sau Mami - Zeiță akkadiană, creatoare a omenirii și zeița nașterii, confundată uneori cu zeița Mammetum din cauză că uunele dintre numele lor sunt identice (de exemplu, Mami le desemnează în unele texte pe ambele zeițe, iar cuvântul "mami" are același înțeles ca în limba română;
- Namtar - Zeu mesopotamian al ciumei, al morții și stăpân al demonilor Infernului. El era socotit și mesagerul zeiței Ereshkigal;
- Mammetum, Mamitu, Mama sau Mami - Zeiță mesopotamiană, în special akkadiană, considerată zeița destinului, a jurămintelor și a judecătoare a morților, confundată uneori cu zeița Mamma, din cauza faptului că unele dintre numele lor sunt identice;

### Divinități secundare
- Abba- Zeiță babiloniană cu atribuții incerte;
- Kalkal - Zeu babilonian, majordom și portar al templului ceresc al zeului Enlil;
- Belet-Tseri sau Ninedena - Zeiță babiloniană care avea funcția de contabilă a lumii subpământene, unde scria destinul fiecărei ființe umane. Uneori era considerată și soția zeului Amurru;
- Abu - Zeu sumerian minor al plantelor, fiul lui Enki și a zeiței Ninhursag;
- Anunnitum sau Ulmashitum - Zeiță akkadiană a războiului;
- Ninkilim - Zeița sumeriană a șoarecilor și a paraziților de câmp;
- Ashnan sau Emmer - Zeița sumeriană a cerealelor și a culturilor agricole, sora lui Lahar.
- Bekat-Ekallim - Zeiță babiloniană, protectoare a regelui și a familiei regale;
- Lahar - Zeu sumerian al vitelor, fratele zeiței Ashnan;
- Ninkasi - Zeița sumeriană a berii, fiica lui Enki și a zeiței Ninhursag;
- Ashratu - Veche zeiță babiloniană a fertilității, considerată uneori soția lui Amurru;
- Tashmetum - Soția zeului babilonian Nabu, care personifica divinitatea care primea rugăciuni din partea oamenilor, foarte rar menționată în texte;
- Nusku - Zeu mesopotamian, mesager al zeilor. La sumerieni și la akkadieni era considerat dușmanul demonilor și al vrăjitoarelor, unde pe cele din urmă le ardea pe rug (pedeapsă reînviată în Evul Mediu, unde presupusele vrăjitoare erau arse pe rug);
- Damu - Zeu sumero-akkadian al sănătății, fiul zeiței Ninkarrak;
- Ninsun sau Ninsunna - Zeiță babiloniană, considerată mama eroului Ghilgamesh și soția regelui zeificat Lugalbanda;
- Antum - Zeiță babiloniană a cerului și soția lui Anu. În unele mituri ea este zeița Ishtar, care a fost luată în căsătorie de Anu și a primit de la el acest nume;
- Ennugi - Zeu al fântânilor, al canalelor de irigație și al apelor subterane în Akkad și în Babilon.
- Nisaba sau Nidaba - Zeița sumeriană a recoltelor, mai târziu adorată ca zeiță a științelor și a scrisului, soția zeului Haya;
- Haya - Zeu sumerian al proviziilor și al hambarelor. El era soțul zeiței Nisaba și erau amândoi venerați ca patroni ai științelor și scrisului;
- Kulla - Zeul babilonian al cărămizilor, preluat de la zeul sumerian Kabta;
- Dumuziabzu - Zeiță sumeriană a mlaștinilor, venerată mai ales în orașul Kinirsha;
- Ningizzida sau Ningishzida - Zeu sumerian al vegetației și a lumii subpământene;
- Enbilulu - Zeu sumerian al canalelor de irigații și protectorul fluviilor Tigru și Eufrat;
- Ninazu - Zeu venerat în Sumer și în Akkad ca patron al medicinei;
- Hendursanga - Zeu sumerian al disciplinei, conducătorul morților în Infern, numit în unele mituri "sfătuitor al zeului Utu";
- Ningal - Zeiță sumeriană a Lunii, soția lui Nannar și mama zeilor Inanna și Utu;
- Gibil sau Girru - Zeu babilonian și akkadian al focului, fiul zeului Enki;
- Uttu - Zeița sumeriană a vegetației și a fertilității, fiica zeiței Ninkurra și a zeului Enki;
- Nanshe - Zeiță sumeriană a oniromanției (interpretării viselor) și a oracolelor, considerată soția lui Urshanabi, cel care transporta cu barca morții spre Infern;
- Enkimdu - Zeu sumerian al agriculturii, al cerealelor, al plugului și a canalelor de irigație;
- Nahhundi sau Nahunte - Zeu elamit al soarelui, considerat judecătorul suprem al oamenilor;
- Ishum - Zeu babilonian al Infernului, sfetnicul zeului Nergal (în unele mituri, al zeului Erra);
- Geshtianna sau Geshtiananna -  Zeiță a lumii subpământene, sora zeului Dumuzi și probabil zeița viticulturii, dacă analizăm mai bine numele ei care înseamnă "Stăpână a viței-de-vie".
- Nunshebargunnu - Zeița sumeriană a orzului sau a ovăzului, în unele mituri mama zeiței Ninlil;
- Gugalanna - Vechi zeu sumerian care apare în unele mituri ca soț al zeiței Ereshkigal, poate este doar un alt nume al zeului Nergal. El este identificat uneori cu zeul Ishum;
- Ishara sau Eshara - Zeiță mesopotamiană a iubirii și mama demonilor Sibittu;
- Meslamta'ea - Zeu sumerian al lumii subpământene, identificat uneori cu Nergal;
- Agushaya - Zeiță babiloniană cu atribute războinice. În "Imnul lui Agushaya" se menționează că zeii, scandalizați de mândria și comportamentul nefiresc al zeiței Ishtar, apelează la zeul Ea, care creează o ființă respingătoare, numită Saltu, pentru a o umili pe Ishtar și trimite această fiară feroce să o provoace pe zeiță, iar discordia este potolită abia după intervenția conciliantă a zeiței Agushaya;
- Nanaya - Zeiță akkadiană, iubirii și a războiului, asimilată uneori cu zeița Ishtar;
- Kabta - Zeul sumerian al cărămizilor și al tăblițelor de argilă pentru scris, devenit la babilonieni Kulla.
- Gizzida - Zeu babilonian al vegetației, considerat paznic al porților cerești, alături de Dumuzi;
- Nuddimud - Zeu babilonian al înțelepciunii și al cunoașterii, considerat uneori numai un epitet al zeului Ea;
- Shulpa'e - Zeu sumerian care personifica planeta Jupiter, fiind considerat soțul zeiței Ninhursag;
- Lilatu - Zeiță mesopotamiană a nopții, considerată o zeiță sumbră și nemiloasă;